# Artesisk brunn

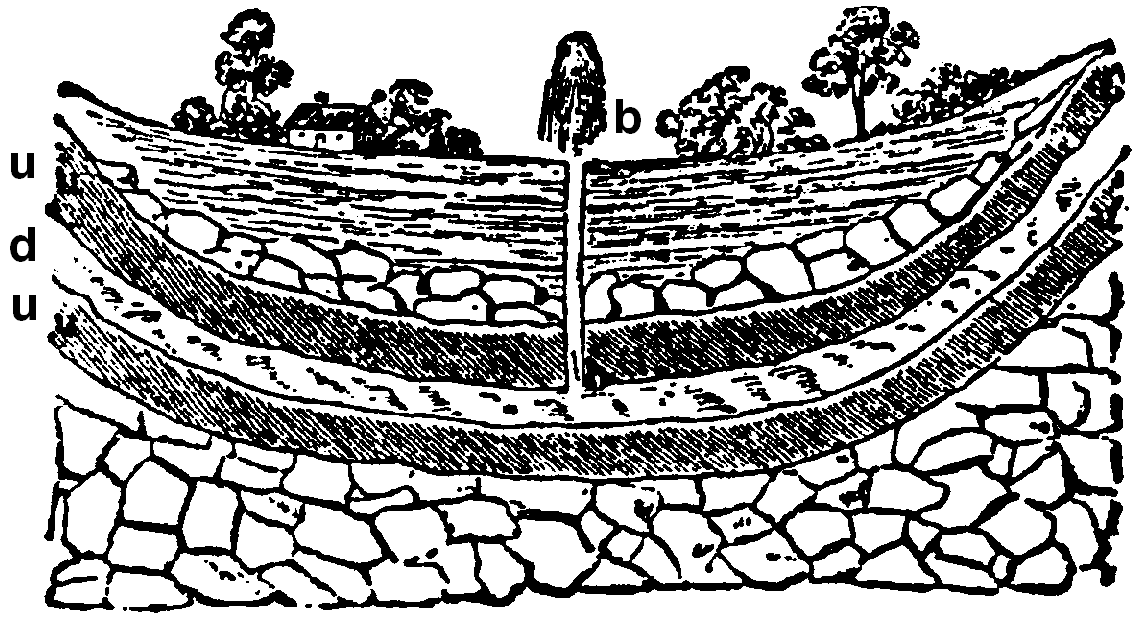
Artesisk brunn. d = vattenförande lager, u = vattentätt lager, b = brunnen

En artesisk brunn är en typ av borrbrunn (rörbrunn) där vattnet stiger upp över jordytan. Det beror på att det vattenförande jordlagret är inneslutet mellan ler- eller berglager som vattnet inte tränger igenom och står i förbindelse med högre belägna underjordiska vattensamlingar. 
Om röret skärs av en meter under vattnets naturliga stighöjd så avrinner en kvantitet som motsvarar brunnens "specifika kapacitet". Denna kvantitet är konstant och betecknar den vattenmängd som fås för varje meters sänkning av vattenståndet i brunnen, dock med korrigering för tryckförluster vid vattnets strömning in i och genom röret.
När grundvatten på ett naturligt sätt kommer ut genom en svag punkt i jordarten så kallas den en artesisk källa.

## Historia
Namnet "artesisk brunn" kommer från namnet på den franska provinsen Artois, där den första brunnsborrningen i Europa utfördes år 1126 vid klostret Lillers. Artesiska brunnar har även borrats i modern tid. Åtskilliga artesiska brunnar har borrats till stort djup och lämnat vatten av ganska hög temperatur. I Passy, en förstad till Paris, fanns det i början av 1900-talet en brunn som lämnade en vattenmängd av över 200 liter per sekund med en temperatur av 28 °C från ett djup av 586 meter. Andra brunnar har borrats till 1 000 meters djup och däröver. Även i Sverige har det funnits artesiska brunnsanläggningar. Ett exempel var en vattenledning som färdigställdes i Malmö 1902. Den var baserad på tillgodogörande av en grundvattenström i Torrebergaåns dalgång med omkring 90 meter djupa rörbrunnar, från vilka vattnet med självtryck rann den 9 km långa vägen till det äldre verket vid Bulltofta. 

## Trivia
- Varuhuset Harrods i London har i sin källare två artesiska brunnar som kan förse huset med vatten, om det behövs.